# 舞鶴西インターチェンジ

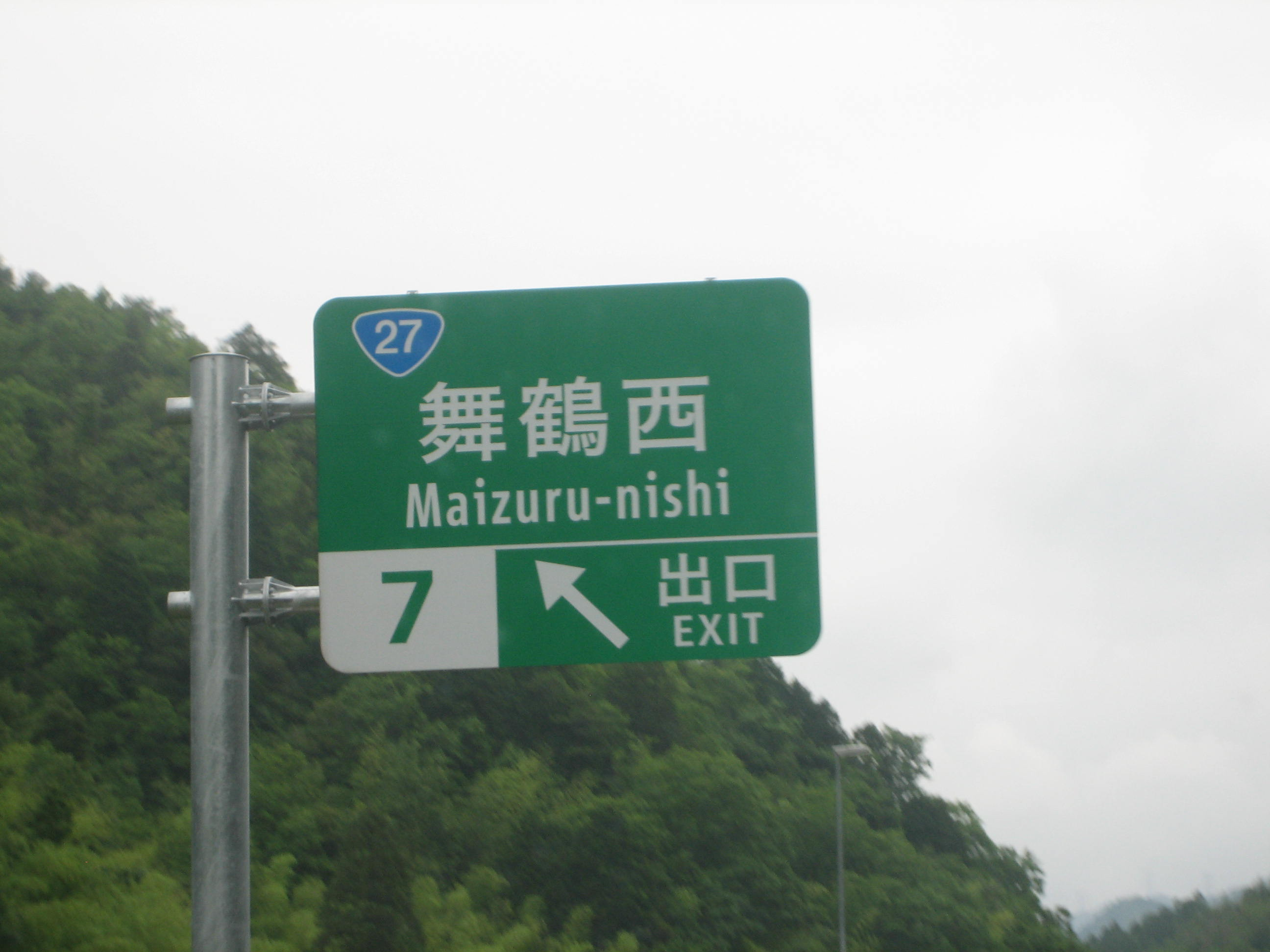
案内標識（2019年6月）

舞鶴西インターチェンジ（まいづるにしインターチェンジ）は、京都府舞鶴市堀にある舞鶴若狭自動車道のインターチェンジである。

## 概要
当ICを境に吉川方面は片側2車線、敦賀方面は暫定2車線となる。
国際貿易港である舞鶴港に最も近いインターチェンジであるが、小樽行きの新日本海フェリー乗り場は東舞鶴地区にあるため、舞鶴東ICの方が近く、当ICから車で20分ほどかかる。なお、舞鶴港より当ICまで高規格バイパス道路建設計画（西舞鶴道路参照）がある。
出口料金所から一般道への交差点の間に、延長210mの池内トンネルがある。
上り線の出入口のランプウェイは、立体交差になっている。

## 歴史
- 1991年（平成3年）3月26日 - 福知山IC - 舞鶴西IC間開通に伴い、供用開始[1]。
- 1998年（平成10年）3月18日 - 舞鶴西IC - 舞鶴東IC間開通[5]。
- 2018年（平成30年）11月3日 - 綾部PA - 舞鶴西IC間4車線化[3][6]。

## 周辺
- 舞鶴西港
- 喜多工業団地
  - ベルテックス舞鶴工場
  - 和幸産業舞鶴工場
- 倉谷工業団地
  - ケンコーマヨネーズ西日本工場
  - 日之出化学工業舞鶴工場
- 田辺城（舞鶴城）
- 五老スカイタワー
- 神崎海水浴場
- 京都府立舞鶴支援学校
- 舞鶴港とれとれセンター

## 接続する道路
- 直接接続
  - 京都府道27号池辺京田線
- 間接接続
  - 国道27号（西舞鶴道路）
  - 京都府道74号舞鶴綾部福知山線

## 料金所

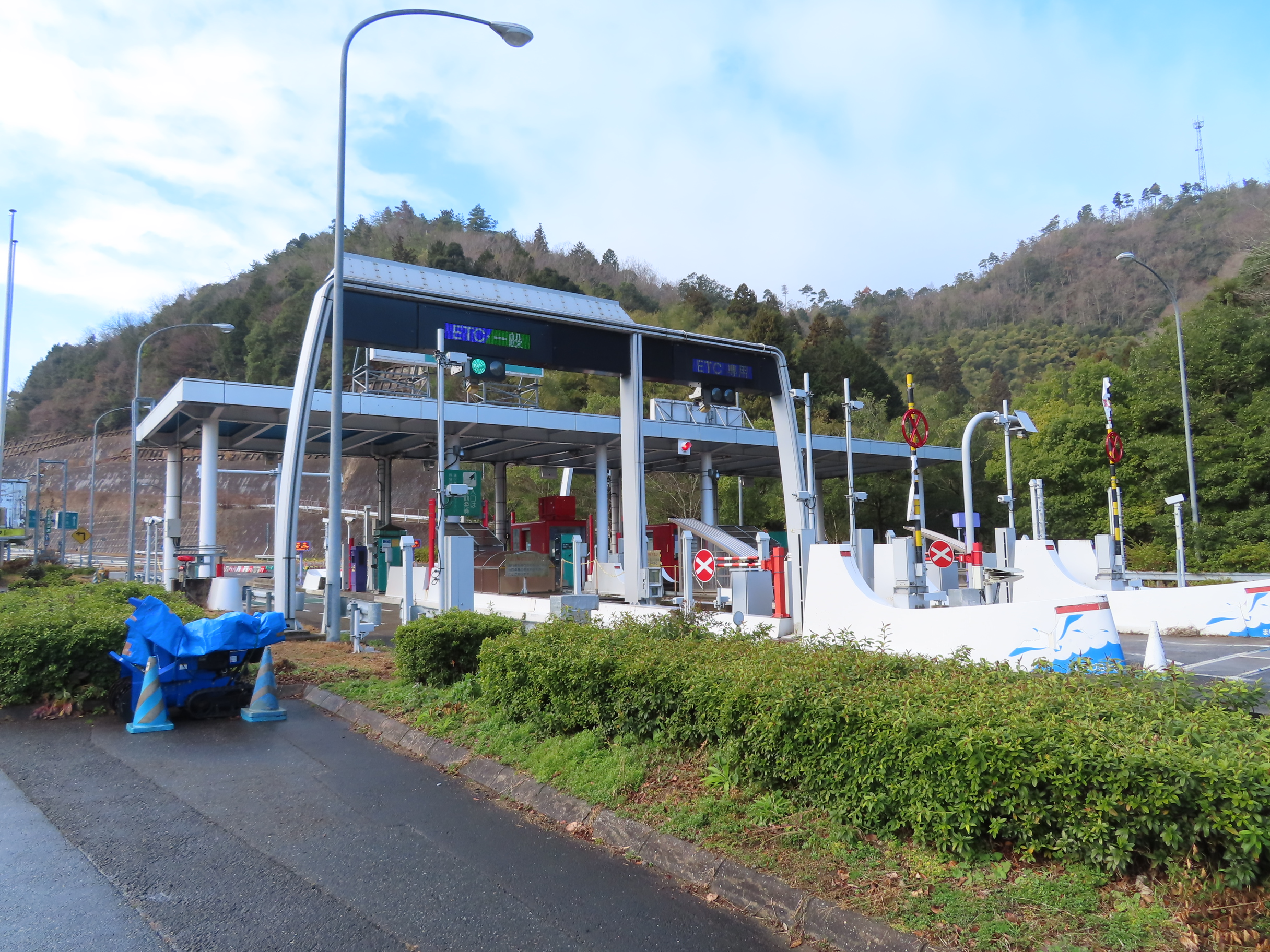
料金所

- ブース数：5

### 入口
- ブース数：2　
  - ETC専用：1　
  - ETC・一般：1

### 出口
- ブース数：3　
  - ETC専用：1　
  - 一般：2

## 隣
E27 舞鶴若狭自動車道
(5)綾部IC - (6)綾部JCT - 綾部PA - (7)舞鶴西IC - (8)舞鶴東IC